# Raymond Heerenveen
Raymond Alfred Heerenveen (Curaçao, 9 november 1948) is een van de Antillen afkomstige, voormalige Nederlandse sprinter, die op zowel de korte als lange sprintafstanden successen boekte. Hij veroverde op diverse sprintnummers in totaal negen Nederlandse titels, verbeterde enkele Nederlandse records en nam eenmaal, voor de Antillen, deel aan de Olympische Spelen.

## Biografie

### Eerste kennismaking met atletiek
Raymond Heerenveen kwam in 1968, na zijn HBS-tijd op Curaçao, naar Nederland om elektrotechniek te studeren aan de HTS in Zwolle. Van atletiek was toen nog geen sprake. Hij had gevolleybald en een beetje gehonkbald en ging daar aanvankelijk mee door. "Totdat ik op de HTS een schoolsportdag had en eigenlijk niet wist waaraan ik moest meedoen. Toen zei ik: nou, doe maar de 100 meter en springen en zo." Prompt won hij alles. Waarop gymleraar Jaap de Wolf, toevallig ook verbonden aan atletiekvereniging AV PEC 1910 in Zwolle, hem naar die club doorsluisde. We spreken over 1971.
Het werd een doorslaand succes. Al direct liet Heerenveen dat eerste jaar een snelste 100 metertijd van 10,9 s noteren. En na in 1972 (op zijn 23-ste!) zijn allereerste baanseizoen te hebben meegemaakt, was hij in de winter die volgde al zover, dat hij mocht aantreden voor de 60 m op de Europese indoorkampioenschappen in Rotterdam! Ook al strandde hij er in de series, nooit eerder had een Nederlander dat zo snel gepresteerd.

### Vervolgstudie in Nederland
Inmiddels was Raymond Heerenveen toen al getrouwd, met een Nederlandse. En hoewel hij met zijn regering een overeenkomst had getekend, dat hij na afloop van zijn studie naar Curaçao zou terugkeren, was hij, mede door zijn huwelijk, intussen al zo ingeburgerd dat hij het liefste in Nederland wilde blijven. Hij kreeg het dan ook voor elkaar om, aansluitend aan zijn HTS, een vervolgopleiding van twee jaar te mogen doen in het kader van een functie bij de Curaçaose brandweer. Zodoende kon hij tot en met medio 1975 in Nederland blijven.

### Vijfde op EK met de 4 x 400 m estafette

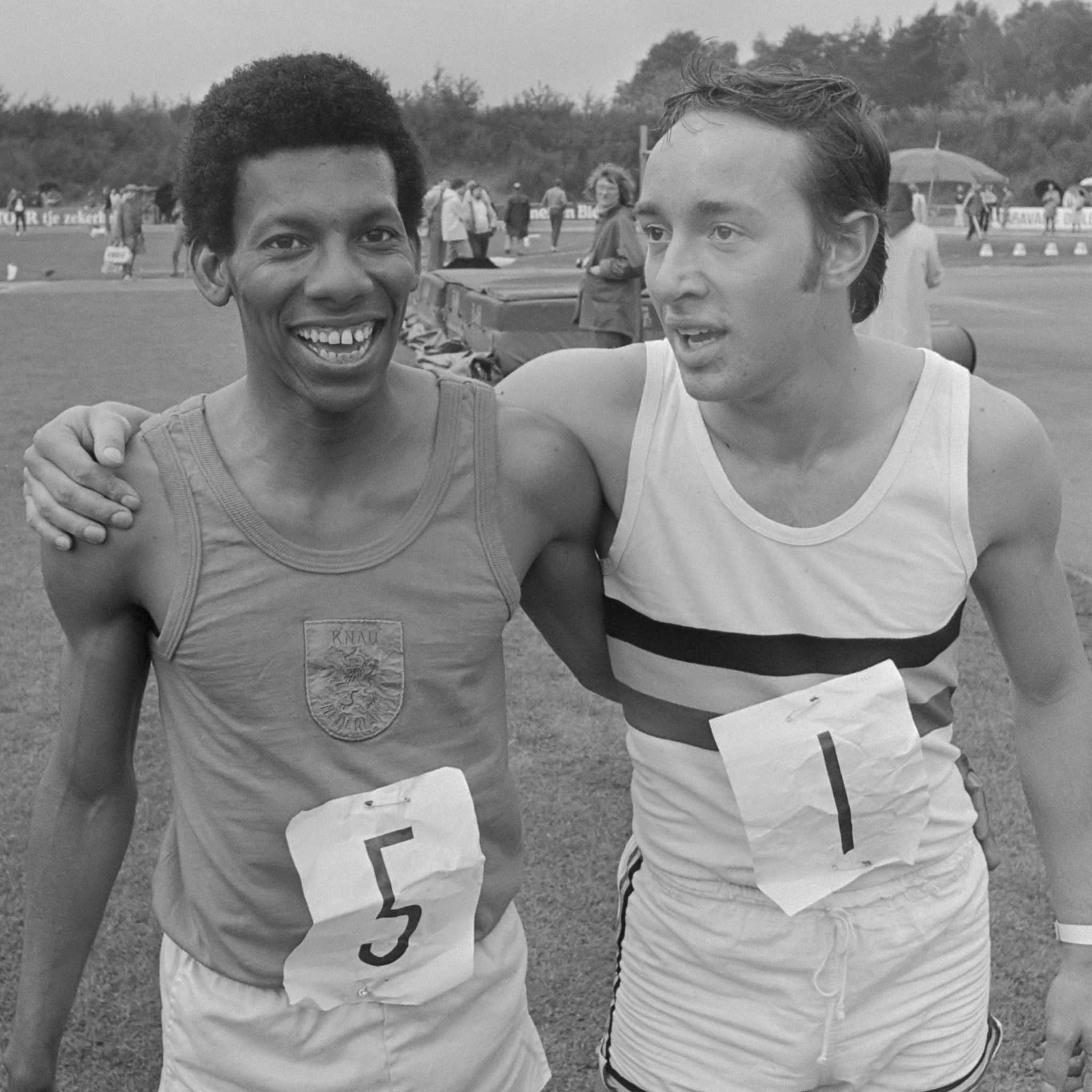
Raymond Heerenveen (links) met de Belg Lambert Micha, één en twee op de 200 m tijdens de interland Nederland-België-West-Duitsland B op Papendal in 1974.

Hoe goed Heerenveen intussen was geacclimatiseerd, liet hij in 1974 blijken. Indoor veroverde hij zijn eerste nationale titel op de 60 m, terwijl hij buiten beste tijden van 10,4 op de 100, 20,9 op de 200 en 46,8 s op de 400 m voor zich liet noteren, voor Nederlandse begrippen uitzonderlijk goede prestaties. Bovendien werd hij op de 200 m tevens Nederlands kampioen, naast een tweede plaats op de 100 m. En toen hij zich ook nog eens uitstekend manifesteerde op de Europese kampioenschappen in Rome, waar hij op de 4 x 400 m estafette samen met Rijn van den Heuvel, Frank Nusse en Toine van de Goolberg naar een, voor een Nederlands team, uitstekende vijfde plaats liep in de nationale recordtijd van 3.06,3, was duidelijk dat Raymond Heerenveen zich in ultrakorte tijd in Nederland naar de top van de sprintnummers had opgewerkt. Niet meer dan logisch dus, dat hij aan het eind van dat jaar werd opgenomen in de voorlopige selectie voor de Olympische Spelen, die in 1976 in Montreal zouden plaatsvinden.

### Opvallend aanwezig in Zuid-Afrika
In 1975 trok Heerenveen de steil oplopende prestatiecurve van het jaar ervoor door. Bij de Nederlandse indoorkampioenschappen veroverde hij zijn tweede achtereenvolgende sprinttitel, al was het ditmaal op de 50 in plaats van de 60 m (de enige keer in de geschiedenis van de Nederlandse atletiek, dat de titelstrijd over deze afstand werd uitgevochten). Vervolgens was hij, evenals in voorgaande jaren, present op de EK indoor, ook al slaagde hij er andermaal niet in om op de 60 m de series te overleven. Een maand later vertrok hij naar Zuid-Afrika, waar hij zich van een geheel andere kant liet zien. In enkele uitstekende 400 meterwedstrijden verbeterde hij niet alleen het Nederlandse record tot 46,33, hij veroverde er op deze afstand ook brons op de Zuid-Afrikaanse kampioenschappen.
Heerenveen was echter ook gemotiveerd om een andere reden. "In die tijd zat Mandela nog gevangen. Er was gewoon zwaar apartheid daar. Er was toen dus een heel gedoe van: gaan we er lopen of niet? De boycot speelde en dat soort dingen. Maar een hele groep Europeanen ging erheen. Ik kreeg gewoon een verzoek: wil jij niet naar Zuid-Afrika komen voor een toernooi? Jos Hermens ook. Maar die zei: ik ga er niet heen, met die apartheid en zo. Ik heb er toen heel lang, nachten over nagedacht en het met iedereen besproken. Ten slotte zei ik: ik ga erheen, maar ik ga met een missie. Ik ga gewoon duidelijk maken dat die apartheid niet goed is, dat het afgelopen moet zijn. En daar gebruik ik dan mijn prestaties en mijn bekendheid voor. Dat is me gelukt."

### Conflict met Paulen
De vrouw van Heerenveen maakte twee logo’s met de teksten black is beautiful (geïnspireerd door James Brown z'n I am black and I am proud en let my people go (een tekst uit de Bijbel, van Mozes) en naaide die op zijn tenue. En daarmee verscheen hij in Zuid-Afrika op de wedstrijden. In zijn plakboek zit een verslag uit een staatscourant, waar de logo’s op de foto behendig zijn weggeretoucheerd. "Maar de anti-apartheidskranten, die had je daar ook, schonken er gewoon veel aandacht aan." Hij laat een kop boven een artikel zien: "Die swart Hollander 400 meter laat ons denk."
Het kon niet uitblijven, of de actie van Heerenveen moest botsen. En dat deed het ook, met Adriaan Paulen nog wel, die op het punt stond om voorzitter te worden van de IAAF. "Op de open Zuid-Afrikaanse Kampioenschappen zat die als eregast op de tribune. En hij kwam vanaf de tribune de baan op met: 'je moet die provocerende teksten afdoen, want dat is een Nederlands trainingspak en daar mag je dit niet op hebben. Je moet je gedragen.' Maar ik zei 'ik ben hier niet gekomen om de apartheid te steunen. Ik moet duidelijk maken waarvoor ik hier ben.' En toen ben ik weggelopen, want hij was in staat om de logo’s van me af te rukken." Andre van der Zwan, verslaggever van het Zuid-Afrikaanse Times Sport, zat met een verrekijker en een telelens op de tribune en legde het hele gebeuren vast. In zijn verslag, waarin Heerenveen the Arthur Ashe of athletics wordt genoemd, kopt hij: Black Power slogan offends athletics chief en staat het incident minutieus beschreven. Niets hiervan overigens in de Nederlandse pers, inclusief De Atletiekwereld, het lijfblad van de KNAU.

### In actie voor de Antillen
Terug in Nederland nam Heerenveen op 1 mei 1975 in sportpark De Vrolijkheid in Zwolle afscheid van zijn talrijke Nederlandse sportvrienden, want zijn twee jaar extra studieverlof zaten erop en hij diende nu definitief terug te keren naar De West. Althans, daar zag het op dat moment naar uit.
Voor de Antillen werd Heerenveen vervolgens uitgezonden naar de Pan-Amerikaanse Spelen in Mexico-Stad, waar hij op de 200 m in de finale met een tijd van 21,37 een zevende plaats wist te behalen. Hij kwam er in de series zelfs tot 20,98, waarmee hij een Nederlands record vestigde.
Een jaar na zijn vertrek was Heerenveen met vrouw en kind tijdelijk terug in Nederland. Het Olympisch Comité van de Antillen wilde hem laten deelnemen aan de 400 m op de Olympische Spelen in Montreal. Aangezien er echter op Curaçao geen goede trainingsmogelijkheden waren, hoopte hij in Nederland te kunnen meetrainen met de Nederlandse selectie. Heerenveen: "Het is gewoon niet mogelijk om je op Curaçao goed voor te bereiden op Montreal. Een slechte atletiekbaan, weinig concurrentie en weinig goede wedstrijden en bovendien het werk (Heerenveen was brandweerofficier – red.), dat moeilijk te combineren is met trainen. In Nederland ligt dat veel beter. Vandaar dat ik terug ben met betaald verlof van een maand en anderhalve maand aan opgespaarde vakantiedagen", aldus Heerenveen in mei 1976. Via een inzamelingsactie op Curaçao had hij enkele duizenden guldens op zak, waarmee hij voor de faciliteiten die hij van de KNAU hoopte te genieten, van plan was te betalen. De KNAU was weliswaar niet verrukt van de tijdelijke terugkeer van de Antilliaan, maar nam hem toch op in de ploeg voor de West Athletic in Wenen.

### Olympische Spelen
Terug in Curaçao werd Heerenveen dus uitgezonden naar de Olympische Spelen van Montreal, waar hij uitkwam op de 400 m. Hij herinnert zich hoe overweldigend hij het vond. "Dan kom je binnen en zit er 60.000 man te applaudisseren. Geweldig." Overigens strandde hij er in de kwart finale, nadat hij in de serie met de hakken over de sloot als tweede tijdsnelste van de verliezers had overleefd.
Zijn deelname voor de Antillen aan de Spelen in Montreal zou hem in de latere fase van zijn atletiekloopbaan trouwens nog opbreken.

### Weer in Nederland
Medio 1977 keerde Raymond Heerenveen terug naar Nederland. Hij wilde zich verder in de sport verdiepen, maar moest voor de noodzakelijke bevoegdheden naar Nederland terug. Bij die gelegenheid stapte hij tevens over van het Zwolse PEC naar CIKO '66 in Arnhem, waar hij van plan was om aan de Christelijke Academie de studie Lichamelijke Opvoeding te gaan volgen. Later zag hij van dit plan af en koos hij voor een studie aan de VU, waar hij een meer wetenschappelijke richting van de lichamelijke opvoeding ging volgen.
Al snel na zijn terugkeer raakte Heerenveen in de clinch met IAAF-voorzitter Ad Paulen. Deze beweerde dat Heerenveen niet langer gerechtigd zou zijn om het Nederlandse shirt te mogen dragen, aangezien hij immers in Montreal voor de Nederlandse Antillen was uitgekomen. Raymond Heerenveen bestreed deze visie: "Ik weiger daarin te geloven. Al enkele jaren lang neemt Sammy Monsels uit Suriname voor Nederland deel aan Europese kampioenschappen. Waarom zou ik dan niet in de landenploeg opgesteld mogen worden? Ik wil dit graag helemaal uitgezocht hebben." Ook de KNAU had uiteraard belang bij duidelijkheid in deze kwestie. Heerenveen was immers in het verleden een welkome versterking van de Nederlandse ploeg gebleken. Volgens de geldende IAAF-bepalingen moest men, wilde men voor een land uitkomen, minstens een jaar in het betreffende land wonen. In het geval van Heerenveen werd uiteindelijk door de IAAF besloten, dat hij wel in gewone landenwedstrijden voor Nederland mocht uitkomen, maar niet in de wedstrijden om de Europa Cup.

### Vizier gericht op Moskou
Inmiddels had Heerenveen zijn vizier gericht op Moskou. Tot aan de Olympische Spelen van 1980 wilde hij topsport blijven bedrijven, ondanks het feit dat hij inmiddels 29 jaar oud was en hij als student een gezin moest zien te onderhouden. Hij was er immers van overtuigd dat hij zijn top nog niet had bereikt, omdat hij eigenlijk nog nooit optimaal had kunnen trainen.
In 1978 was Heerenveen in de Nederlandse atletiek alweer nadrukkelijk aanwezig. Hij veroverde dat jaar drie nationale titels, blies zijn partij stevig mee in enkele interlandwedstrijden en verbeterde tijdens de West Athletic in Sittard samen met Harry Schulting, Hugo Pont en Koen Gijsbers het uit 1974 daterende nationale record op de 4 x 400 m estafette tot 3.05,68. Het leverde uitzending op naar de Europese kampioenschappen in Praag, waar het Nederlandse viertal, met Marcel Klarenbeek in plaats van de aan zijn rug geblesseerde Hugo Pont, met 3.07.10 in de serie op een vierde plaats bleef steken.
Het jaar erop, 1979, zette Heerenveen zijn zegereeks in Nederland voort en had hij opnieuw zijn inbreng in enkele interlandontmoetingen. In het najaar kwam echter ook een probleem aan het licht dat deelname aan de Spelen in Moskou, althans voor Nederland, in de weg zou kunnen staan. Volgens het NOC zou zijn eerdere aanwezigheid in Montreal voor de Nederlandse Antillen hiervoor weleens een belemmering kunnen zijn. Daar kwam bij, dat men vanuit de Nederlandse Antillen inmiddels had laten weten, dat men Heerenveen in Moskou graag weer namens de Antillen zag optreden. Die had overigens zelf een voorkeur voor deelname namens Nederland. Zijn grootste kans op succes lag immers op de 4 x 400 m estafette en die kans bood alleen Nederland.

### Verbod op deelname aan OS
In 1980 leek er een oplossing voor het probleem te zijn gevonden. Aan het begin van het jaar berichtte de IAAF de KNAU namelijk, dat de inmiddels 31-jarige atleet uit Doetinchem in Moskou voor Nederland zou mogen uitkomen.
Men had echter buiten de waard gerekend, in dit geval het IOC. Dat liet in mei 1980 weten dat een sporter, als die eenmaal op de Olympische Spelen voor een bepaald land is uitgekomen, een volgende keer alleen als vertegenwoordiger van datzelfde land mag optreden. De teleurstelling was groot voor Raymond Heerenveen, die bezig was aan een goed seizoen. Als uitwijk kwam vervolgens opnieuw deelname voor de Nederlandse Antillen aan de orde, maar die mogelijkheid sloot hij zelf uit: "Ik heb vanaf het begin gezegd dat ik voor Nederland wil starten. Ik heb er veel voor over gehad en bewijs nu, dat ik erbij hoor. Op dat moment hoor je dan, dat ik niet voor Nederland mag starten. Ik wil alles op alles zetten om mijn recht te krijgen. Mijn hele seizoen is anders verloren, juist op het moment, dat ik er zoveel plezier in heb. Als sportman geef ik het niet op." Zelfs overwoog hij even om een kort geding tegen het IOC aan te spannen. De Doetinchemmer was er des te meer op gebrand om uit te komen voor Nederland, omdat hij besefte dat daar de beste kansen op een finaleplaats lagen. Als hij zou uitkomen voor de Antillen, zou slechts de individuele 400 m een optie zijn. "Laten we eerlijk zijn, om de finale te halen moet je dan 45,0 sec. lopen, en dat zit er voor mij niet in. Juist met de estafetteploeg had ik mijn internationale carrière kunnen afsluiten met een finaleplaats. Misschien zelfs met een zesde plaats en dus een olympische medaille."

### Paulen kwade genius?
Heerenveen vermoedde achteraf, dat Adriaan Paulen de kwade genius achter dit besluit is geweest. "We hadden een trainingskamp in Italië gehad en terug in Nederland ging de 400 meter als een speer. Ik was er helemaal klaar voor. En toen kwam Paulen ineens, als een duveltje uit een doosje, met: 'die jongen komt uit de Antillen, die mag niet voor Nederland lopen.' Terwijl ik gewoon een Nederlands paspoort had en ik in Praag voor Nederland had gelopen! Als Paulen niets gezegd had, was er geen enkel probleem geweest, dat weet ik zeker." Hoe dan ook, Moskou ging niet door. Raymond: "Paulen heeft me toen gepakt. Dat heeft-ie bewust gedaan, vanwege Zuid-Afrika. Daar ben ik heel sterk van overtuigd. Daar sta ik voor honderd procent achter."
43 jaar lang heeft Heerenveen die overtuiging met zich mee gedragen. Tot de redactie van Andere Tijden Sport (NOS/NTR) in 2023 documenten boven water tilde waaruit bleek, dat het niet Adriaan Paulen, maar toch de top van het IOC is geweest die zijn deelname aan de Spelen van Moskou heeft gedwarsboomd. Heerenveen was immers in 1976 op de Spelen van Montreal (Canada) uitgekomen voor de Nederlandse Antillen. Artikel 8, paragraaf í' van het Olympisch Handvest bepaalde destijds: 'Wanneer een atleet eenmaal voor een land is uitgekomen, mag hij niet meer voor een andere natie deelnemen'. Dat zou in dit geval dus geen probleem mogen opleveren, want de Antillen maakten deel uit van het Koninkrijk der Nederlanden. Maar uit correspondentie die Andere Tijden Sport in handen kreeg, bleek de duivel in een detail te zitten, waar toenmalig IOC-directeur Monique Berlioz aan vasthield. Per brief van 30 april 1980 legde ze het Nederlands Olympisch Comité uit, dat het olympisch handvest bepaalt dat 'ieder land, iedere staat en ieder gebied' met een eigen olympisch comité door het IOC als land beschouwd wordt. 'En daar vloeit uit voort', noteerde ze 'dat meneer Heerenveen geen deel kan uit maken van het Nederlandse team dat naar Moskou gaat...' Alle pogingen haar te vermurwen door het NOC, de KNAU én het Nederlands Antilliaans Olympisch Comité leidden tot niets. Uit de ATS documentaire 'Protest op spikes' bleek bovendien, dat ook Adriaan Paulen - dan president van de wereldatletiekfederatie- vergeefs heeft gepleit vóór deelname van Heerenveen aan de Spelen van Moskou. Geconfronteerd met die wetenschap maakte Heerenveen voor de camera van Andere Tijden Sport een sportief en ruimhartig gebaar: "Ik was er honderd procent van overtuigd dat hij mij de Spelen van 1980 door de neus had geboord. Nu hij daarvan wordt vrijgepleit, vind ik excuses van mijn kant op z'n plaats."

### Einde atletiekloopbaan
In 1981 kwam Heerenveen niet meer voor op de lijsten van de nationale selecties. Dat zat hem dwars, aangezien de Doetinchemmer zijn carrière wilde afsluiten op de EK van 1982 in Athene. En hoewel hem was toegezegd, dat men er binnen de KNAU naar zou kijken, veranderde er weinig. Na een vlak seizoen zette Raymond Heerenveen na afloop van de Nederlandse kampioenschappen van 1981, waar hij nog eenmaal zilver en eenmaal brons veroverde, er een punt achter. Hij moest ook wel, want het was hoog tijd om aan zijn vrouw, twee dochters en zijn maatschappelijke carrière voorrang te verlenen.
Heerenveen kwam daarna bij het Nuon in de elektrotechniek terecht, waar hij zestien jaar zou blijven. Sinds zijn 55-ste maakt hij gebruik van een vertrekregeling en werkt hij voor enkele dagen per week in het onderwijs.
Op een atletiekbaan liet hij zich nooit meer zien. "Na afloop van het NK van 1981 ben ik in Utrecht de baan afgestapt en sindsdien nooit meer een atletiekbaan opgelopen. Dat is nu bijna dertig jaar geleden", aldus Heerenveen in 2010.

## Nederlandse kampioenschappen
Outdoor
| Onderdeel | Jaar       |
| --------- | ---------- |
| 100 m     | 1978, 1979 |
| 200 m     | 1974, 1978 |

Indoor
| Onderdeel | Jaar                         |
| --------- | ---------------------------- |
| 60 m      | 1974, 1975, 1978, 1979, 1980 |

## Persoonlijke records
Outdoor
| Onderdeel | Prestatie       | Datum            | Plaats      |
| --------- | --------------- | ---------------- | ----------- |
| 100 m     | 10,63 s         | 11 augustus 1979 | Nijmegen    |
| 200 m     | 20,98 s         | 15 oktober 1975  | Mexico-Stad |
| 400 m     | 46,33 s (ex-NR) | 22 maart 1975    | Pretoria    |

Indoor
| Onderdeel | Prestatie      | Datum         | Plaats   |
| --------- | -------------- | ------------- | -------- |
| 400 m     | 48,1 s (ex-NR) | 23 maart 1980 | Dortmund |

## Palmares

### 50 m
- 1975:  NK indoor – 5,7 s

### 60 m
- 1972: 4e NK indoor
- 1973:  NK indoor – 6,7 s
- 1973: 5e in serie EK indoor te Rotterdam – 6,93 s
- 1974:  NK indoor – 6,6 s
- 1974: 5e in serie EK indoor te Göteborg – 6,84 s
- 1975: 4e in serie EK indoor in Katowice – 6,88 s
- 1978:  NK indoor – 6,7 s
- 1979:  NK indoor – 6,97 s
- 1979:  Indoorinterl. Ned.-België – 6,91 s
- 1980:  NK indoor – 6,98 s
- 1981:  NK indoor – 7,02 s

### 100 m
- 1974:  NK – 10,64 s
- 1976:  Papendal Games – 10,5 s
- 1976: 5e West Athletic te Wenen – 11,06 s
- 1977: 8e NK – 11,7 s (h.t.) (in serie 11,24 s)
- 1978: 4e West Athletic te Sittard – 10,85 s
- 1978:  NK – 10,82 s
- 1978:  Interl. Ned.-Noorwegen – 10,80 s
- 1979:  NK – 10,63 s
- 1979:  Interl. Ierland-Wales-Ned. – 10,67 s (+ 3.4 m/s)
- 1980:  Interl. Noorwegen-Ned. – 10,73 s
- 1980:  West Athletic te Winterthur – 10,80 s
- 1980:  NK – 10,92 s
- 1981:  NK – 10,87 s

### 200 m
- 1974:  NK – 21,37 s
- 1974: 4e Interl. Noorwegen-Benelux – 21,4 s
- 1974:  Interl. Ned.-België-West-Duitsland B – 21,1 s
- 1974: 5e in ½ fin. EK te Rome – 21,44 s (in serie 21,24 s)
- 1975: 7e Pan-Amerikaanse Spelen te Mexico City – 21,37 (in serie 20,98 s = NR)
- 1976: 4e West Athletic te Wenen – 21,85 s
- 1978: 4e West Athletic te Sittard – 21,34 s
- 1978:  NK – 21,79 s
- 1978:  Interl. Ned.-Noorwegen – 21,56 s
- 1979:  NK – 21,79 s
- 1979:  Interl. Ierland-Wales-Ned. – 21,71 s
- 1980: 6e Interl. Wales-Engeland-Hongarije-Ned. – 21,94 s
- 1980:  Interl. Noorwegen-Ned. – 21,22 s
- 1980:  NK – 21,44 s
- 1981:  NK – 21,65 s

### 400 m
- 1975:  Zuid-Afrikaanse kamp. te Kaapstad – 46,9 s
- 1976:  Papendal Games – 48,1 s
- 1976: 8e in ¼ fin. OS – 48,88 (in serie 47,44 s)
- 1978:  Interl. Noorwegen-Ned. – 46,7 s
- 1978:  Interl. Wales-Ierland-Ned. – 47,51 s
- 1980:  NK – 48,31 s
- 1981: 6e FBK Games – 49,04 s

### 4 x 100 m
- 1974:  Interl. Ned.-België-West-Duitsland B – 41,1 s (met Jansen, de Jager en Brouwer)
- 1976: 5e West Athletic te Wenen – 41,84 s (met de Jager, Van Wilgen en Lambeck)
- 1978:  Interl. Noorwegen-Ned. – 41,2 s (met Kuijenhoven, Joseph en Lambeck)
- 1979:  Interl. Ierland-Wales-Ned. – 41,93 s (met Kuivenhoven, Lambeck en Pirau)
- 1980: 6e Interl. Wales-Engeland-Hongarije-Ned. – 40,45 s (met Van de Krogt, Moinat en Brouwer)
- 1980:  Interl. Noorwegen-Ned. – 40,14 s (NR) (met Van de Krogt, Westbroek en Brouwer)
- 1980: DSQ West Athletic te Winterthur (met Van de Krogt, Westbroek en Brouwer)

### 4 x 400 m
- 1974:  Interl. Noorwegen-Benelux – 3.06,8 (met Van den Heuvel, Nusse en Van de Goolberg) (NR)
- 1974:  Interl. Ned.-België-West-Duitsland B – 3.10,0 (met Van den Heuvel, Struyk en Van de Goolberg)
- 1974: 5e EK te Rome – 3.06,3 (in serie eveneens 3.06,3 = NR) (met Van den Heuvel, Nusse en Van de Goolberg)
- 1976:  West Athletic te Wenen – 3.09,27 (met Van den Heuvel, Veldhoen en Struyk)
- 1978:  Interl. Noorwegen-Ned. – 3.08,0 (met Schulting, Mercelina en Gijsbers)
- 1978:  West Athletic te Sittard – 3.05,68 = NR (met Schulting, Pont en Gijsbers)
- 1978:  Interl. Wales-Ierland-Ned. – 3.09,09 (met Schulting, ? en Gijsbers)
- 1978: 4e in serie EK te Praag – 3.07,60 (met Gijsbers, Klarenbeek en Schulting)

## Onderscheidingen
- Sportman van het jaar van de gem. Doetinchem - 1978
- Lid in de Orde van Oranje-Nassau - 2023[12]